# Беляев, Борис Илларионович
Борис Илларионович Беляев — белорусский учёный в области оптики и радиофизики, лауреат Государственной премии СССР (1991).
Родился 16 апреля 1945 г. в г. Челябинск.
Окончил Минский радиотехнический институт (1969).
С 1969 по 1985 г. в Институте физики АН БССР: стажёр-исследователь, младший научный сотрудник, старший научный сотрудник. В 1980 г. защитил кандидатскую диссертацию по специальности «Оптика».
В 1985 г. по приглашению ректора БГУ Л. И. Киселевского перешёл в составе научной группы в НИИПФП им. А. Н. Севченко, где организовал и возглавил лабораторию дистанционной фотометрии. В 1991 г. защитил докторскую диссертацию по специальностям «Оптика» и «Радиофизика».
В 1995 г. совместно с Сосенко В. А. организовал лабораторию электронных методов экспериментальной физики (ЛЭМЭФ), с2010 г. -лаборатория оптико-электронных систем (ЛОЭС). В 2010 г. организовал лабораторию оптико-физических измерений (ЛОФИ).
В 2010 г. создал (на базе трех лабораторий ЛДФ, ЛОЭС и ЛОФИ) и возглавил отдел аэрокосмических исследований.
Под его руководством созданы :
- приборы высокого спектрального разрешения видимого, ближнего и среднего ИК диапазонов для исследования оптических характеристик различных искусственных и природных объектов и сред из космоса, с авиационных платформ, в наземных и лабораторных условиях.
- созданы космические системы, такие как «Гемма‑2 видео» (орбитальный комплекс «МИР»), видеофотоспектральная система ВФС‑3М, блок внешний датчиков БВД «Фотон-гамма», фотоспектральная система ФСС (Российский сегмент МКС),
- системы для МКС — спектрофотометрический комплекс СФК для космического эксперимента (КЭ) «Гидроксил»,
- модуль оптический оптикорадиофизического комплекса ОРФК для КЭ «Диагностика», видеоспектральная система ВСС для КЭ «Ураган»,
- аппаратно-программные комплексы авиационного базирования (авиационный аппаратно-программный комплекс оперативного контроля за состоянием лесов ВСК‑2, авиационная система контроля за обстановкой в зоне чрезвычайных ситуаций и последствий от них АСК‑ЧС, авиационная спектрозональная система АВИС),
- серия малогабаритных спектрорадиометров от МС‑01 до МС‑14, спектровидеополяриметр СВП, полевой спектрорадиометр ПСР и переносной высокоточный спектрометр ПВС.

Лауреат Государственной премии СССР (1991) в области науки и техники — за разработку и внедрение в народное хозяйство систем измерения позиционно-модулярного типа.
Сочинения:
- Оптическое дистанционное зондирование / Б. И. Беляев, Л. В. Катковский. — Минск, 2006.
- Аппаратура дистанционной спектрометрии / [Б. И. Беляев и др.] // Спектроскопия плазмы и природных объектов. — Минск, 2002.